# جميلات الثمار
جميلات الثمار (الاسم العلمي: Callicarpeae) هي قبيلة من النباتات تتبع فصيلة الشفوية من الرتبة الشفويات.

## أجناس جميلات الثمار
- جميلة الثمر